# NGC 1615
NGC 1615 é uma galáxia elíptica (E-S0) localizada na direcção da constelação de Taurus. Possui uma declinação de +19° 57' 03" e uma ascensão recta de 4 horas, 36 minutos e 01,9 segundos.
A galáxia NGC 1615 foi descoberta em 5 de Janeiro de 1878 por Édouard Jean-Marie Stephan.